# Attentat de Shankill Road
L'attentat de Shankill Road est une attaque à la bombe perpétrée dans une poissonerie du quartier de Shankill Road à Belfast (Irlande du nord) le 23 octobre 1993. Cette poissonnerie se trouvait à côté de l’une des planques de l’UDA, le but était de faire exploser la planque par la poissonnerie. L'attentat, commis par des membres de l'IRA, vise plusieurs dirigeants d'une organisation paramilitaire loyaliste, l'UDA. Le scénario, prévu pour éviter les pertes civiles, ne se déroule pas comme prévu : l'un des poseurs de bombe ainsi que 9 civils sont tués. Dans les jours suivants, plusieurs assassinats s'inscrivent dans le cadre d'une campagne de représailles.

## Contexte
Au début des années 1990, les milieux républicains d'Irlande du nord font face à de nombreux meurtres commis par des paramilitaires loyalistes, en particulier ceux de l'Ulster Defence Association (UDA). A l'automne 1993, l'IRA pense avoir repéré un lieu de réunion des dirigeants de l'UDA, à l'étage d'un restaurant de fish and chips à Shankill Road.

## L'attentat
Le plan de l'attaque est conçu pour éviter les pertes civiles et ne viser que les dirigeants de l'UDA. Deux membres de l'IRA sont chargés de déposer une bombe dans la poissonerie. Ils doivent ensuite menacer la clientèle avec une arme, pour les pousser à s'enfuir. Par contre, la bombe doit exploser avant que les dirigeants loyalistes réunis à l'étage n'aient eu le temps de descendre et de se mettre en sécurité. 
Toutefois la bombe explose plus tôt que prévu, tuant l'un des poseurs de bombe ainsi que 9 civils protestants. De plus les dirigeants de l’UDA, qui d’ordinaire se réunissaient chaque samedi midi, avaient exceptionnellement décalé leur réunion.

## Représailles
Dans les jours suivants, une série de représailles ensanglante le pays. 14 civils, pour la plupart catholiques, sont assassinés. En particulier le 30 octobre au cours d'une soirée pour la fête d'Halloween dans un pub fréquenté par des républicains à Greysteel dans le comté de Londonderry, des tireurs loyalistes ont abattu 8 personnes et auraient dis lorsqu’ils entrèrent dans le pub:« Joyeux Halloween ».

## Condamnations
Sean Kelly, le poseur de bombe ayant survécu à l'explosion, est condamné en 1995 à la prison à perpétuité.